# Kraterbucht
Die Kraterbucht ist eine Bucht an der nordöstlichen Seite von Leskov Island im Archipel der Südlichen Sandwichinseln. Ihre Einfahrt wird im Norden durch den Bowsprit Point und im Süden durch den Rudder Point begrenzt.
Teilnehmer der Zweiten Deutschen Antarktisexpedition (1911–1912) kartierten sie. Expeditionsleiter Wilhelm Filchner benannte sie so, da ihre Entstehung das Ergebnis eines Vulkanausbruchs ist.